# Joinvillea
Joinvillea Gaudich. ex Brongn. & Gris, 1861 è un genere di piante angiosperme monocotiledoni, unico genere della famiglia Joinvilleaceae Toml. & A.C.Sm., 1970.

## Descrizione
Le piante del genere Joinvillea sono piante erbacee perenni a portamento eretto, alte fino a 5 m, di aspetto simile a canne, con fusti privi di ramificazioni e dotati di rizoma.
Le foglie, a disposizione alternata, sono larghe e piatte, lineari o lanceolate e possono raggiungere il metro di lunghezza. I fusti sono tubolari e sono ricchi di fitoliti, principalmente come corpi silicei attorno ai canali vascolari.
I fiori, molto piccoli, sono aggregati in infiorescenze a pannocchia. Le infiorescenze sono disposte al termine dei fusti e si presentano molto ramificate.
I frutti sono drupe carnose e indeiscenti, di colore rosso, giallo o nero. Contengono un nocciolo a sua volta contenente da 1 a 3 semi.

### Biologia
Le piante di questo genere sono ermafrodite e la riproduzione avviene mediante impollinazione anemofila.

## Distribuzione e habitat
Il genere è presente dalla penisola malese fino alle isole Caroline e alle isole più a nord dell'Oceano Pacifico.

## Tassonomia
Nel sistema di classificazione tradizionale (Sistema Cronquist) la famiglia Joinvilleaceae viene attribuita all'ordine Restionales. Il sistema di classificazione APG assegna la famiglia all'ordine Poales, nel clade commelinidi, fra le monocotiledoni.
Il genere Joinvillea, unico genere della famiglia, comprende quattro specie:
- Joinvillea ascendens Gaudich. ex Brongn. & Gris - endemismo delle isole Hawaii[5]
- Joinvillea borneensis Becc. - diffusa dalla Malaysia occidentale alle isole Caroline[6]
- Joinvillea bryanii Christoph. - endemismo di Samoa[7]
- Joinvillea plicata (Hook.f.) Newell & B.C.Stone - diffusa dalle isole Salomone fino alla Nuova Caledonia e al Pacifico sudoccidentale[8]